# Ian Anthony Dale
Ian Anthony Dale (Saint Paul, 3 luglio 1978) è un attore statunitense, di origini giapponesi, francesi e inglesi.

## Biografia
Nato a Saint Paul, in Minnesota, ha frequentato la St. Mary's University, Winona, Minnesota dove ha studiato palcoscenico e teatro. In seguito si è trasferito nel Madison, Wisconsin. Ha partecipato a due produzioni tratte da videogiochi famosi. Nel 2009 ha interpretato Kazuya Mishima nel film Tekken e nel 2010 ha impersonato Scorpion nel corto Mortal Kombat: Rebirth e nella serie web Mortal Kombat: Legacy nel 2011.

## Filmografia

### Cinema
- Mr. 3000, regia di Charles Stone III (2004)
- Non è mai troppo tardi (The Bucket List), regia di Rob Reiner (2007)
- Una notte da leoni (The Hangover), regia di Todd Phillips (2009)
- Tekken, regia di Dwight H. Little (2009) – Kazuya Mishima
- Mortal Kombat: Rebirth, regia di Kevin Tancharoen – cortometraggio (2010)
- XOXO, regia di Christopher Louie (2016)
- Wakefield - Nascosto nell'ombra (Wakefield), regia di Robin Swicord (2016)

### Televisione
- Fastlane – serie TV, episodio 1x08 (2002)
- Angel – serie TV, episodio 4x14 (2003)
- JAG - Avvocati in divisa (JAG) – serie TV, episodio 9x09 (2003)
- Las Vegas – serie TV, episodio 1x15 (2004)
- Streghe (Charmed) – serie TV, 5 episodi (2004-2005)
- North Shore – serie TV, episodio 1x21 (2005)
- Surface - Mistero dagli abissi (Surface) – serie TV, 11 episodi (2005-2006)
- Day Break – serie TV, 12 episodi (2006-2007)
- Criminal Minds – serie TV, episodi 1x18-5x07 (2006-2009)
- Senza traccia (Without a Trace) – serie TV, episodio 5x16 (2007)
- Bones – serie TV, episodio 2x19 (2007)
- 24 – serie TV, episodi 6x21-6x22 (2007)
- Cold Case - Delitti irrisolti (Cold Case) – serie TV, episodio 5x11 (2007)
- CSI: NY – serie TV, episodio 5x21 (2009)
- Dollhouse – serie TV, episodio 1x10 (2009)
- CSI: Miami – serie TV, episodio 8x09 (2009)
- Trauma – serie TV, episodio 1x12 (2010)
- CSI - Scena del crimine (CSI: Crime Scene Investigation) – serie TV, episodio 10x16 (2010)
- The Event – serie TV, 19 episodi (2010-2011)
- Mortal Kombat: Legacy – serie web, 6 webisodi (2011-2013)
- Free Agents – serie TV, episodio 1x03 (2011)
- Burn Notice - Duro a morire (Burn Notice) – serie TV, episodio 5x13 (2011)
- Hawaii Five-0  – serie TV, 96 episodi (2011-2020)
- The Mentalist – serie TV, episodio 5x05 (2012)
- Emily Owens, M.D. – serie TV, episodi 1x06-1x10 (2012-2013)
- American Horror Story – serie TV, episodio 3x01 (2013)
- Hart of Dixie – serie TV, episodi 4x01-4x02 (2014-2015)
- Murder in the First – serie TV, 32 episodi (2014-2016)
- Salvation – serie TV, 26 episodi (2017-2018)
- Magnum P.I. – serie TV, episodio 2x20 (2020)
- All Rise – serie TV, 16 episodi (2020-2022)
- The Walking Dead – serie TV, 6 episodi (2021-2022)
- The Resident – serie TV, 6 episodi (2022-2023)
- Accused – serie TV, episodio 1x11 (2023)

## Doppiatori italiani
Nelle versioni in italiano delle opere in cui ha recitato, Ian Anthony Dale è stato doppiato da:
- Christian Iansante in Tekken, Hawaii Five-0, Magnum P.I., All Rise
- Riccardo Rossi in Criminal Minds, The Event, Hart of Dixie
- Gianfranco Miranda in The Mentalist, The Resident
- Giuliano Bonetto in Surface - Mistero dagli abissi
- Luca Ward in Cold Case - Delitti irrisolti
- Dario Borrelli in Wakefield - Nascosto nell'ombra
- Davide Marzi in CSI - Scena del crimine
- Alberto Bognanni in Una notte da leoni
- Andrea Lavagnino in American Horror Story
- Lorenzo Scattorin in Murder in the First
- Massimiliano Virgilii in CSI: NY
- Francesco Pezzulli in CSI: Miami
- Simone D'Andrea in Salvation
- Marco Vivio in The Walking Dead
- Sergio Lucchetti in Mr. 3000
- Fabrizio Russotto in Streghe
- Gaetano Varcasia in Day Break
- Fabrizio Picconi in Bones
- Stefano Macchi in XOXO
- Edoardo Nordio in 24